# Episodi di Saving Grace (prima stagione)
La prima stagione della serie televisiva Saving Grace è stata trasmessa in prima visione assoluta negli Stati Uniti d'America dal canale via cavo TNT dal 23 luglio al 13 dicembre 2007.
In Italia, la stagione è stata trasmessa in prima visione in chiaro da Italia 1 dal 27 marzo al 18 giugno 2008.
| nº | Titolo originale                        | Titolo italiano                  | Prima TV USA      | Prima TV Italia |
| -- | --------------------------------------- | -------------------------------- | ----------------- | --------------- |
| 1  | Pilot                                   | Un incontro speciale             | 23 luglio 2007    | 27 marzo 2008   |
| 2  | Bring It on, Earl                       | Triangolo d'amore                | 30 luglio 2007    | 3 aprile 2008   |
| 3  | Bless Me Father, for I Have Sinned      | Questione di fede                | 6 agosto 2007     | 10 aprile 2008  |
| 4  | Keep Your Damn Wings Off My Nephew      | Mio nipote non si tocca          | 13 agosto 2007    | 23 aprile 2008  |
| 5  | Would You Want Me to Tell You           | Un segreto che non vorrai sapere | 20 agosto 2008    | 30 aprile 2008  |
| 6  | And You Wonder Why I Lie                | Il prezzo della verità           | 27 agosto 2007    | 7 maggio 2008   |
| 7  | Yeehaw, Geepaw                          | La piuma del gufo                | 3 settembre 2007  | 14 maggio 2008  |
| 8  | Everything's Got a Shelf Life           | Ogni cosa ha la sua durata       | 13 settembre 2007 | 21 maggio 2008  |
| 9  | A Language of Angels                    | Un linguaggio degli angeli       | 17 settembre 2007 | 28 maggio 2008  |
| 10 | It's Better When I Can See You          | Vittime innocenti                | 3 dicembre 2007   | 4 giugno 2008   |
| 11 | This Is Way Too Normal for You          | Strane rapine                    | 10 dicembre 2007  | 11 giugno 2008  |
| 12 | Is There a Scarlet Letter on My Breast? | La verità non si compra          | 17 dicembre 2007  | 17 giugno 2008  |
| 13 | Taco, Tulips, Duck and Spices           | Riunione di famiglia             | 18 dicembre 2007  | 18 giugno 2008  |